# Spiš

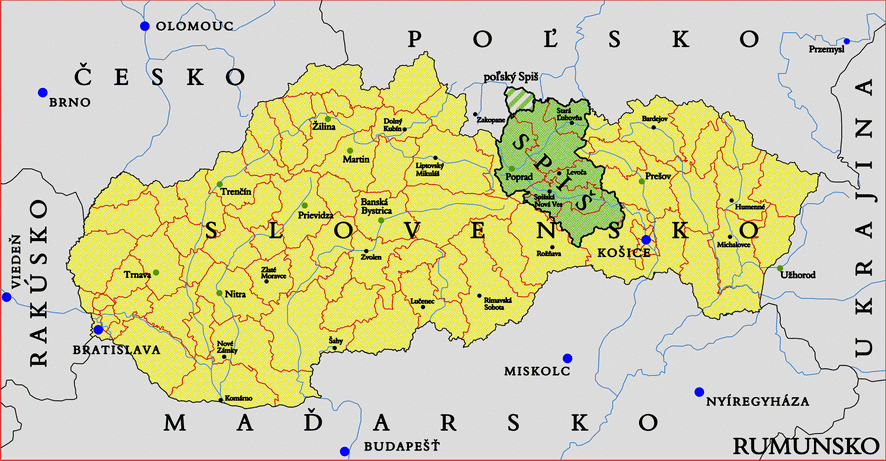
Spiš en Eslovaquia.

Spiš (en eslovaco, en latín: Scepusium, en alemán: Zips, en húngaro: Szepesség, en polaco: Spisz) es una región situada entre el noreste de Eslovaquia —hoy parte de las regiones administrativas de Prešov y de Košice — y el sureste de Polonia. Spiš es una designación oficiosa del territorio (al igual que la región de Borgoña), pero también es el nombre de una de las 21 regiones turísticas oficiales de Eslovaquia. La región no es una división administrativa de por sí, pero entre el siglo XI y 1918 fue un condado perteneciente al Reino de Hungría (véase condado de Szepes).

## Geografía

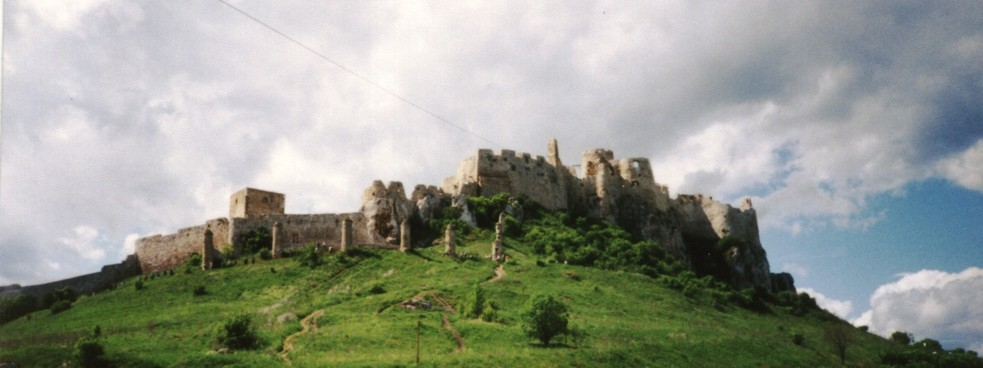
Castillo de Spiš.

La región está limitada por los montes Tatras y el río Dunajec al norte, las fuentes del río Váh al oeste, la cordillera de Slovenské rudohorie y el río Hnilec al sur y las poblaciones de Stará Ľubovňa y Margecany al este. El núcleo de la región está formado por los valles de los ríos Hornád y Poprad, y la cordillera de Tatras. Su territorio presenta grandes superficies de arbolado (a finales del siglo XIX, el 42,2% de la región eran bosques).

## Historia

### Historia hasta elsigloXX

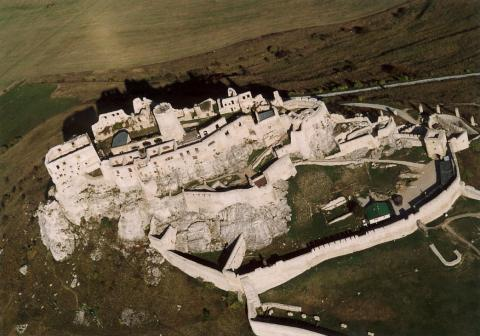
Visión aérea del castillo.

La historia de la región hasta 1918 se explica detalladamente en el artículo dedicado al condado de Szepes.
Rastros de asentamientos de la era de los neanderthales han sido encontrados en torno a las localidades de Gánovce (Gánóc) y Bešeňová (Besenyőfalu).
El territorio de Spiš fue ocupado posteriormente por los celtas. Durante la Edad Media formó parte de la Gran Moravia (Veľká Morava), siendo absorbido tras su desaparición por Polonia. El sur del territorio fue conquistado por el Reino de Hungría a finales del siglo XI. El condado real de Szepes (comitatus Scepusiensis) fue creado en la segunda mitad del siglo XII. En la década de los 50 del siglo XIII, la frontera húngara se desplazó al norte, llegando a Podolínec y en 1260 llegó hasta el río Dunajec. La región en torno a Hniezdne y Stará Ľubovňa, llamada "districtus Podoliensis", fue incorporada en la década de 1290. La frontera norte del país quedó fijada a principios del siglo XIV. En torno a 1300, el condado real se convirtió en condado noble.
Muchas de las poblaciones de Spiš se desarrollaron durante la colonización alemana. Los colonos alemanes habían sido invitados a poblar la zona a partir de mediados del siglo XII. Los asentamientos que crearon fueron inicialmente centros mineros, que acabaron convirtiéndose en ciudades. La población de Spiš hasta la Segunda Guerra Mundial tuvo, pues, un fuerte componente germano (véase Alemanes de los Cárpatos).
Igualmente, se produjo una entrada importante de colonos polacos. En 1412, y según lo acordado en el Tratado de Lubowla, trece grandes ciudades fueron cedidas a Polonia. Entre ellas destacan las de Stará Ľubovňa, Podolínec, Spišská Sobota , Poprad y Spišská Nová Ves. En 1772, todas ellas fueron anexionadas por Austria tras la Primera Partición de Polonia.
En 1868, 21 núcleos de población de Spiš enviaron una serie de demandas a la Dieta del Reino de Hungría, solicitando un estatus especial para los eslovacos pertenecientes al reino.

### Spiš tras la creación de Checoslovaquia
En 1918 (confirmado por el Tratado de Trianon de 1920), el condado pasó a formar parte de la recién creada Checoslovaquia. Una pequeña parte del territorio (situado en la actual Polonia al sur del río Rysi), con un total de 195 kilómetros cuadrados, había sido integrada en la región de Galitzia, en la zona occidental del Imperio austrohúngaro en 1902.
Tras el final de la Primera Guerra Mundial, el norte de la región se incorporó a Polonia, lo que dio origen a una larga disputa fronteriza entre Polonia y Checoslovaquia. En 1923, el Spiš eslovaco fue dividido entre los nuevos condados de Sub-Tatra (Podtatranská župa) y Košice (Коšická župa). Entre 1928 y 1939 y entre 1945 y 1948, pasó a formar parte de la nueva Tierra Eslovaca (Slovenská krajina). 
Durante la Segunda Guerra Mundial en que Checoslovaquia fue dividida, Spiš formó parte de la Primera República Eslovaca, dentro de la parte oriental del condado de Tatra (Tatranská župa). Como el ejército eslovaco había participado en la invasión de Polonia de 1939 junto a los alemanes, la parte polaca de Spiš, junto con la parte polaca del condado de Orava, fue entregada a Eslovaquia. Durante este periodo, miles de judíos residentes en la zona fueron deportados e internados en los campos de exterminio nazis, con lo que se puso fin a la larga presencia de los judíos en la zona. Al final de la guerra, muchos de los alemanes residentes en Spiš fueron evacuados entre noviembre de 1944 y el 21 de enero de 1945, con el fin de protegerlos del Ejército Rojo que avanzaba desde el este. Sus propiedades fueron confiscadas al terminar la contienda.
Tras la Segunda Guerra Mundial, los anteriores límites de la región fueron restablecidos, quedando la mayor parte del condado en poder de Checoslovaquia y tan sólo una pequeña parte en propiedad de Polonia. En 1948, Spiš quedó dividida entre las nuevas Regiones de Košice (Košický kraj) y Prešov (Prešovský kraj), muy diferentes de las actuales. A partir de julio de 1960 se integró en la recién creada Región Oriental Eslovaca (Východoslovenský kraj), que desapareció en septiembre de 1990.
Con la caída del Muro de Berlín en 1989 se produjo la descomposición del bloque del Este; Checoslovaquia se dividió entre la República Checa y Eslovaquia, y Spiš quedó integrada en este último Estado.

## Nacionalidades
Según los censos elaborados por el Reino de Hungría en 1869, y posteriormente en 1900 y 1910, la población del condado de Szepes comprendía las siguientes nacionalidades:
- Eslovacos 50,4 % (58,2 %, 58 %)
- Alemanes  35 %  (25 %, 25 %)
- Rutenios/Ucranianos  13,8 % (8,4 %, 8%)
- Magiares 0,7% (6%, 6%)

La composición étnica de la región a día de hoy es completamente diferente; además de la desaparición de los grupos judíos, exterminados durante la Segunda Guerra Mundial, estaría la evacuación de la población alemana que siguió al final de la contienda.
Por otro lado se han incorporado a la población de Spiš contingentes de población romaní y gorals (literalmente, montañeses), un colectivo pequeño en términos de población, pero con su propia cultura y dialecto.

## Economía
Históricamente, la actividad económica de la región ha estado basada en la agricultura y la explotación de los recursos forestales (en otros tiempos la minería también jugó un papel crucial); esta especialización en el sector primario de la economía explica, al menos en parte, que Spiš sea una de las regiones relativamente más pobres de Eslovaquia. Sin embargo, el turismo ha contribuido sustancialmente al crecimiento económico desde finales del siglo XIX gracias a la creación de sanatorios y de complejos para la práctica de deportes de invierno en las cordilleras de los Altos y los Bajos Tatras, la belleza natural de parajes como el Paraíso Eslovaco (Slovenský raj) en el suroeste y del parque nacional de Pieniny en la frontera polaco-eslovaca, así como los numerosos lugares históricos que alberga la región como el castillo de Spiš, Spišské Podhradie, el Convento de Spiš (Spišská Kapitula) y Žehra (todos ellos declarados por la Unesco Patrimonio de la Humanidad en 1993), las poblaciones de Levoča y Kežmarok, y el castillo de Stará Ľubovňa. El establecimiento de vuelos internacionales hacia el aeropuerte de Poprad y las mejoras en la red ferroviaria y de carreteras han facilitado la difusión de esta región como centro de turismo.

## Spiš hoy en día
Spiš es hoy endía una de las 21 regiones turísticas de Eslovaquia. No es, como fuera en otros tiempos, una región administrativa.
Desde 1996, Spiš ha sido dividida entre las actuales Regiones de Košice y Prešov y se corresponde con los distritos administrativos de Propad, Kežmarok, Stará Ľubovňa, Spišská Nová Ves, Levoča y Gelnica, a excepción de algunas pequeñas zonas.
La población actual de la región alcanza los 320.000 habitantes; casi la mitad de la población vive en ciudades, destacando Poprad (55.000), Spišská Nová Ves (39.000) y Kežmarok (17.000).